# 克拉姆
克拉姆是德国莱茵兰-普法尔茨州的一个市镇。总面积2.73平方公里，总人口158人，其中男性80人，女性78人（2011年12月31日），人口密度58人/平方公里。